# Tethbae

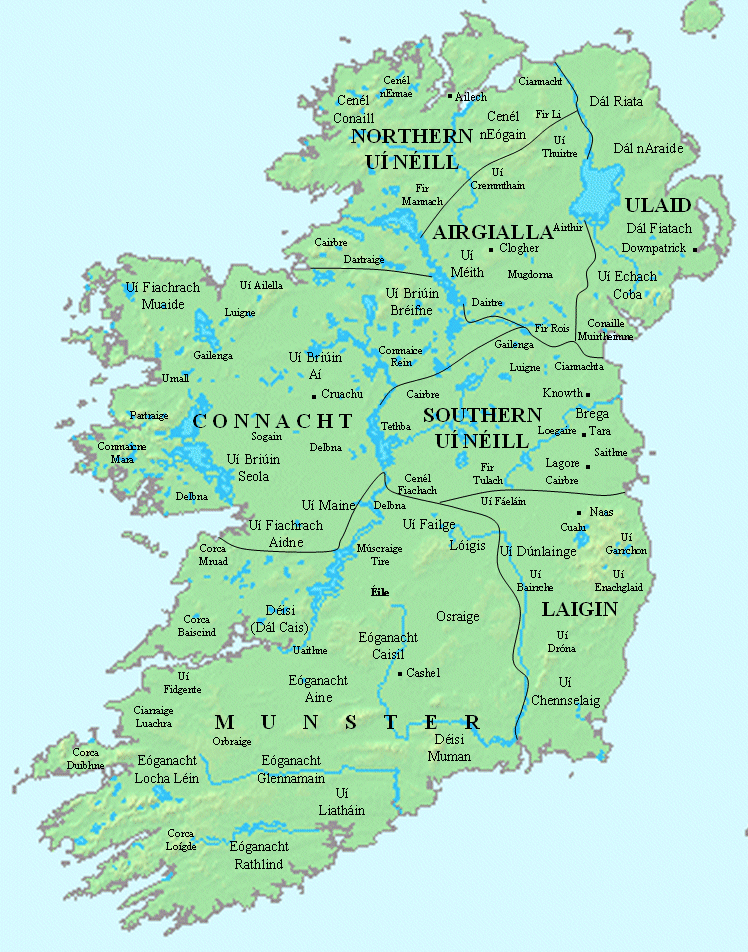
Antiguos pueblos y reinos irlandeses. Se suele etiquetar como Tethba al sur de Tethbae, mientras que el norte se suele denominar Cairbre, uno de los tres reinos llamados así por Coirpre, o Cairbre, hijo de Niall de los Nueve Rehenes

Tethbae, también deletreado Tethba, a menudo anglicanizado como Teffia) fue una confederación de túaithe en el centro de Irlanda durante la Edad Media. Se dividía en dos reinos, Tethba del norte, gobernada por los Cenél Coirpri, y Tethba del sur, por los Cenél Maini. Abarcaba partes del Condado de Westmeath y casi todo el Condado de Longford, actualmente en el extremo noroccidental de la provincia de Leinster. En algunos casos, Tethbae podría referirse solo a Tethbae del sur.

## Dos Tethbae
A comienzos de la Era cristiana, Tethba pertenecía a los Uí Néill del sur y las dinastías gobernantes de ambos reinos eran consideradas miembros de la dinastía Uí Néill en las genealogías medievales. Tethba norte —Tethbae Thúaiscirt—se situaba en torno a Granard, mientras Tethba sur—Tethbae Deiscirt— cerca de Ardagh.
La división de Tethbae entre norte y sur es atestiguada en el siglo VII. No era solo una división política y dinástica. Las iglesias principales de ambos territorios pertenecían a confederaciones eclesiásticas diferentes. Granard se asociaba con San Patricio desde tiempos muy antiguos. La obra de Tírechán se refiere a "las dos Tethbae" y afirma que Patricio estableció obispos en ambos Granard y Ardagh. Pero a pesar de que Granard es incluida en la red de iglesias Patricias, Ardagh no. La figura clave en la tradición de Ardagh fue su fundador, el Obispo Mél, según los relatos de Patricio un sobrino del santo. Ardagh, en la época de Tirechán y en registros más antiguos, formaba parte de la confederación de iglesias que tomaban Brígida de Kildare como principal patrona y buscaban el liderazgo en la iglesia de Kildare.

## Cenél Coirpri
Las tradiciones irlandesas medievales presentaban las tierras del Uí Néill como conquistas de Niall de los Nueve Rehenes y sus hijos. El hijo de Niall, Coirpre es el antepasado epónimo de Cenél Coirpri. Junto con Fiachu, pudo haber encabezado las primeras conquistas de los Uí Néill en el centro de Irlanda.
Tethbae Norte, Cenél Coirpri Mór, es uno de tres reinos nombrados por Coirpre mac Néill. Al noroeste de Tethbae, en la orilla de la Bahía de Donegal, estaba el reino de Cenél Coirpi Dromma Clíab. Al sureste, en el Condado de Kildare, alrededor de Carbury, llamado así por Coirpre, existía una tercera rama de Cenél Coirpi pero esta no fue establecida hasta mucho después. Esta alineación de territorios, junto con la evidencia de los anales irlandeses, que incluyen una serie de entradas que acreditan a Coirpre con la conquista del centro de la isla, sugiere que el reino de Coirpre se extendió en algún momento más de 100 millas a través de Irlanda.
Aparte del propio Coirpre y su nieto Túathal Máelgarb, ningún rey de Cenél Coirpri aparece en las listas posteriores de Reyes Supremos de Irlanda. En losAnales de Ulster y otros anales irlandeses se mencionan con cierta frecuencia, aunque normalmente solo para informar sus muertes. La mayoría de reyes son llamados simplemente "rey de Cenél Coirpri", a pesar de que Conaing (m. 752) es llamado llamado específicamente "rey de Coirpri de Tethbae". Una entrada en 799 informando de las muertes de dos reyes de Coirpri, Murchad ua Cathail y Bautizar Innrecht mac Artgaile, muestra que el trono podía ser compartido. Además de los habituales informes analísticos, Óengus Bronbachall, nieto de Túathal, es mencionado por Adomnán en la Vida de Santo Columba.
Al menos en tiempos más antiguos, los Cenél Coirpri pueden haber sido suficientemente importantes como para atraer la atención de escritores hostiles. La vida de Patricio de Tirechán de Patrick declara que Coirpre fue maldecido por el santo, en la colina de Tara, con que ninguno de sus descendientes sería Rey Supremo. Túathal Máelgarb es retratado pobremente por escritores posteriores que relatan la vida de Diarmait mac Cerbaill, puede que pariente suyo cuyos descendientes, Clann Cholmáin y Síl nÁedo Sláine, reemplazaron a los descendientes de Coirpre y Fiachu como gobernantes.
En el siglo XI, Tethbae norte había sido absorbido por el expansionista  reino de Breifne, gobernado por los Ua Ruairc, una rama de los Uí Briúin de Connacht, y sus clientes los Conmaicne Réin.

## Cenél Maini
Mientras Coirpe mac Néill es una figura importante en los anales y aparece en la hagiografía de Tirechán, Maine hijo de Niall no es mencionado por Tirechán, ni hay constancia de sus conquistas. Puede ser posible, y es quizás incluso probable, que la descendencia de Niall de los Nueve Rehenes a través de una línea mal atestiguada sea una ficción genealógica diseñada para fortalecer el control de Uí Néill sobre las tierras centrales. Los Cenél Maini probablemente aparecieron como parte de un reino de Uí Maine mucho mayor que se extendía desde la parte oriental del actual condado de Galway a través del Condado de Roscommon, y cruzando el Río Shannon, hasta el Condado de Longford.
Aunque oficialmente parte de Uí Néill, ningún rey de Cenél Maini fue nunca considerado Rey Supremo de Irlanda. La Vita tripartita Sancti Patricii, no obstante, dice que los reyes de Cenél Maini tenían un sitio privilegiado para escoger e inaugurar Reyes Supremos, de modo similar a los de Airgíalla, otro grupo que se cree asociado con los Connachta, de los que los Uí Néill eran solo el grupo principal, según las ficciones genealógicas.
El Cenél Maini han llegado hasta nuestros días representados en la nobleza irlandesa y Jefes del Nombre por los O'Kearney o Ó Catharnaig.